# Sérgio Souza Oliveira
Sérgio Ricardo Souza Oliveira (18 de mayo de 1967) es un deportista brasileño que compitió en judo.
Ganó dos medallas en los Juegos Panamericanos, en los años 1991 y 1995, y cinco medallas en el Campeonato Panamericano de Judo entre los años 1990 y 2001.

## Palmarés internacional
| Juegos Panamericanos    | Juegos Panamericanos            | Juegos Panamericanos | Juegos Panamericanos |
| Año                     | Lugar                           | Medalla              | Categoría            |
| ----------------------- | ------------------------------- | -------------------- | -------------------- |
| 1991                    | La Habana (Cuba)                | Medalla de plata     | –71 kg               |
| 1995                    | Mar del Plata (Argentina)       | Medalla de bronce    | –71 kg               |
| Campeonato Panamericano |                                 |                      |                      |
| Año                     | Lugar                           | Medalla              | Categoría            |
| 1990                    | Caracas (Venezuela)             | Medalla de oro       | –71 kg               |
| 1994                    | Santiago de Chile (Chile)       | Medalla de bronce    | –71 kg               |
| 1998                    | Santo Domingo (Rep. Dominicana) | Medalla de bronce    | –73 kg               |
| 1999                    | Montevideo (Uruguay)            | Medalla de bronce    | –73 kg               |
| 2001                    | Ciudad de Córdoba (Argentina)   | Medalla de oro       | –73 kg               |